# Elephantomyia filiform
Elephantomyia filiform là một loài ruồi trong họ Limoniidae. Chúng phân bố ở miền Australasia.